# Uwabaki

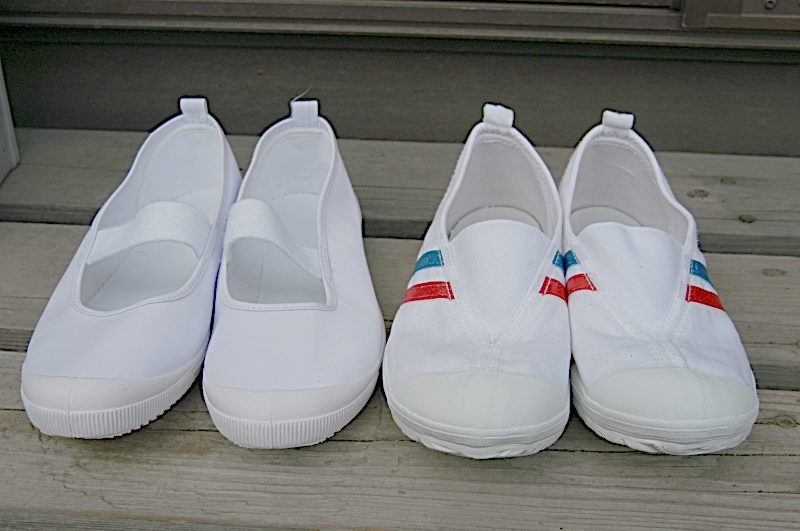
Dos tipos de uwabaki.

El uwabaki (上履き?), es un tipo de calzado japonés hecho para ser usado en ambientes interiores de casas, escuelas, algunas empresas y algunos edificios públicos, donde está prohibido el uso de zapatos que hayan pisado la calle. 
Tradicionalmente, los japoneses sienten aversión a usar los mismos zapatos sucios que pisaron la vía pública en ambientes internos. Por esto, generalmente, se sacan los zapatos al entrar al genkan y se ponen otros especialmente diseñados para interiores, como el surippa (pantuflas).
En las entradas de las escuelas, desde el jardín de infantes hasta la universidad, cada alumno tiene un armario propio con calzado especial para usar dentro del establecimiento.